# Jēkabpils
Jēkabpils (németül: Jakobstadt, oroszul: Екабский посад/Jekabszkij poszad) város Lettországban, a lett Felföldön.

## Fekvése
A város a Daugava két partján, Riga és Daugavpils között félúton helyezkedik el. Két részét, a történelmi Krustpilst és Jēkabpilst egy 1962-ben épült híd köti össze.
Központjától 5 km-re északra elhagyott szovjet katonai repülőtér található.

## Lakossága
A 2006-os adatok szerint a város lakosságának 57,6%-a lett, 30,5%-a orosz, 3,7%-a fehérorosz, 3,2%-a lengyel, 2%-a ukrán, a fennmaradó 3%-a pedig egyéb nemzetiségű.

## Jēkabpils testvérvárosai
- Mardu, Észtország
- Melle, Németország
- Sokotow Podlasky, Lengyelország
- Czerwionka-Leszczyny, Lengyelország
- Lida, Fehéroroszország